# أنطونيو دوس سانتوس بابتيستا
أنطونيو دوس سانتوس بابتيستا (بالبرتغالية: Antonio Baptista‏) هو دراج برتغالي، ولد في 10 مارس 1933 في Aguada de Cima ‏ في البرتغال، وتوفي في 5 فبراير 2013 في براغا في البرتغال.

## وصلات خارجية
- أنطونيو دوس سانتوس بابتيستا على موقع أرشيف الدراجات (الإنجليزية)
- أنطونيو دوس سانتوس بابتيستا على موقع إحصائيات الدراجات الإحترافية (الإنجليزية)